# Sint-Pauluskerk (Sint-Pauwels)

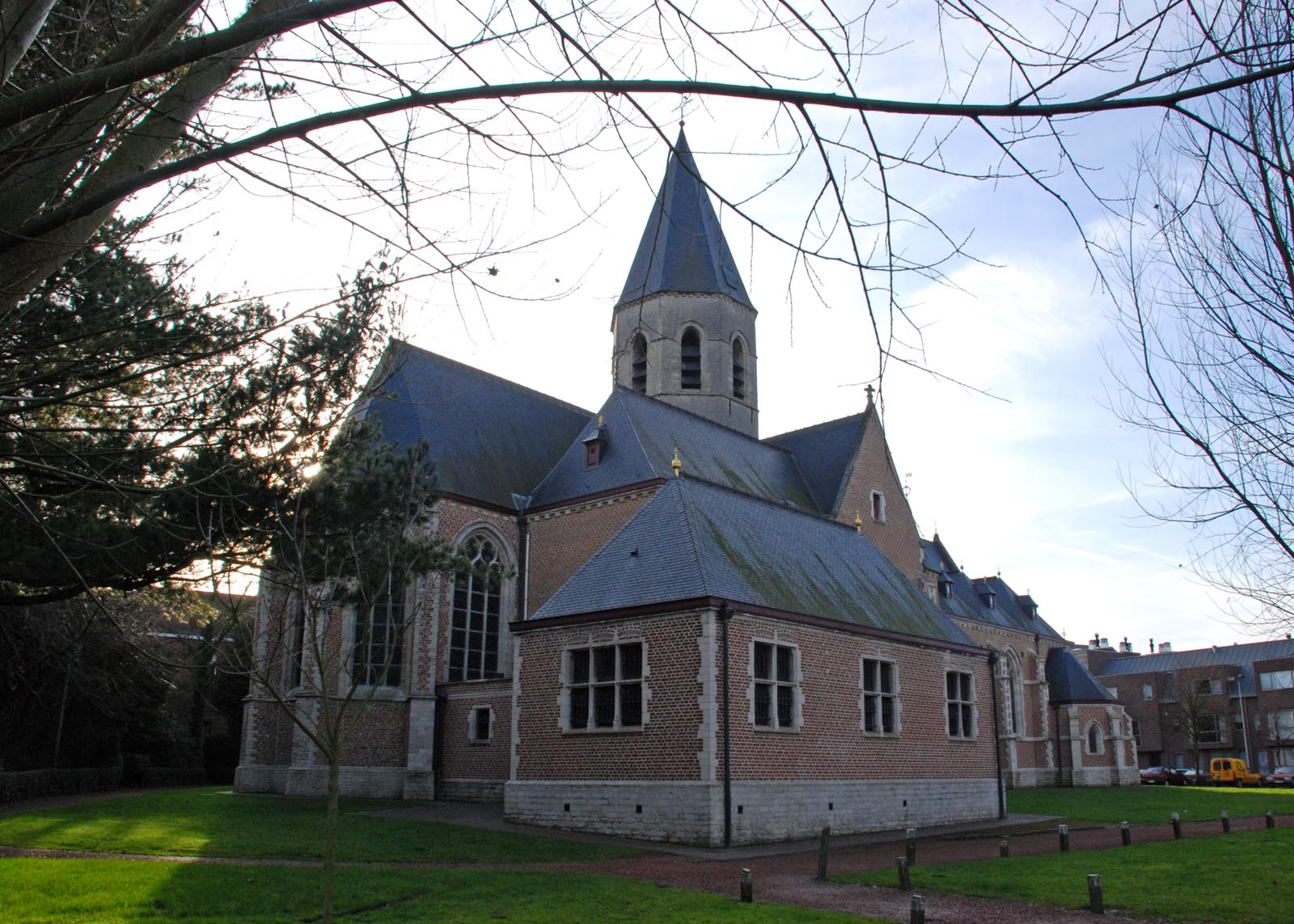
Sint-Pauluskerk

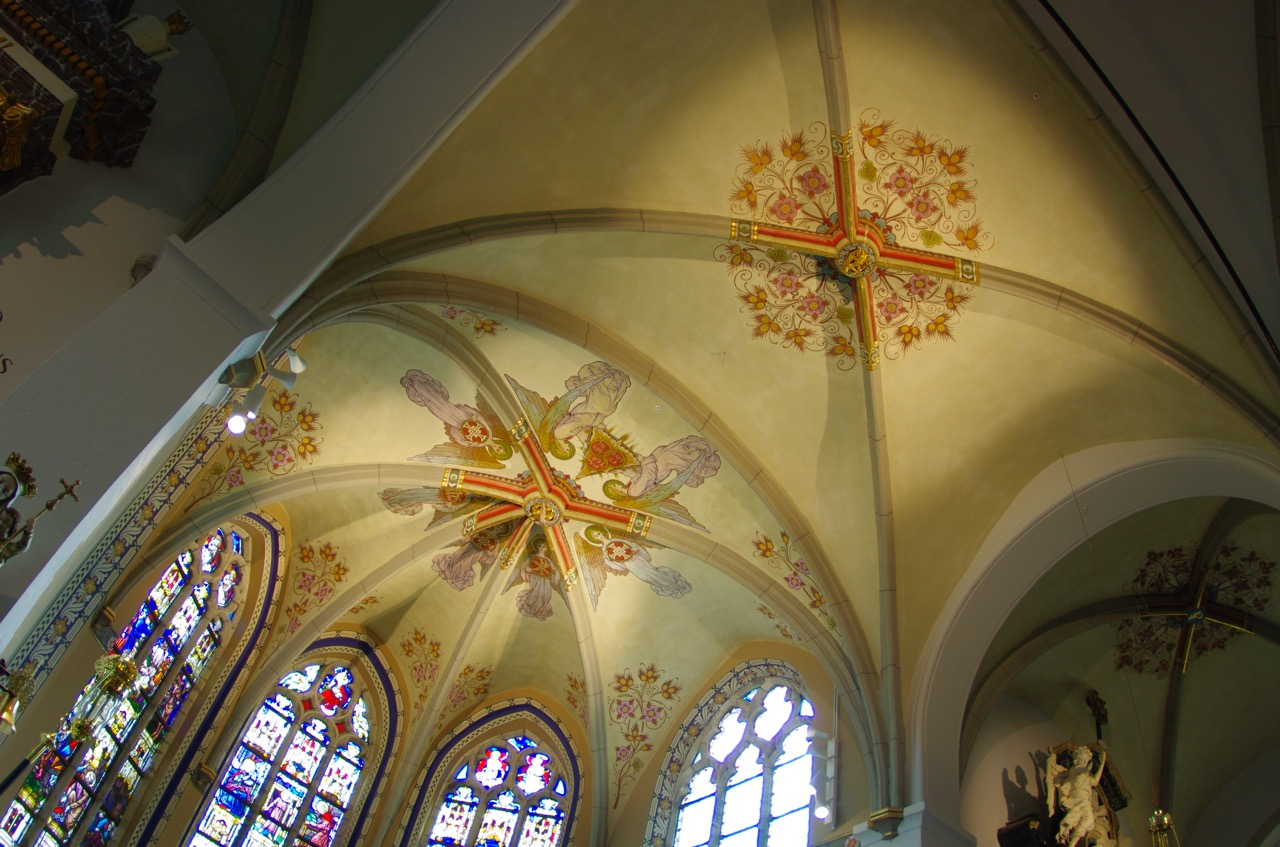
Polychrome gewelfschilderingen van het koor.

De Sint-Pauluskerk is de parochiekerk van de tot de Oost-Vlaamse gemeente Sint-Gillis-Waas behorende plaats Sint-Pauwels, gelegen aan Dries 23.

## Geschiedenis
Sint-Pauwels werd in de 2e helft van de 13e eeuw een zelfstandige parochie, die zich afsplitste van die van Kemzeke. In 1239 werd er al melding van de parochie gemaakt. Er bestond een kruiskerk met vroeggotische vieringtoren. In de eerste helft van de 15e eeuw werd de kerk gewijzigd en vergroot. In 1428-1429 werden de transeptarmen en ook het koor en het kerkschip verhoogd.
In 1579 werd de kerk zwaar beschadigd tijdens de godsdiensttwisten. Daarna volgde herstel. In 1618 werd het middenschip overkluisd. In 1636 werden de zijbeuken verhoogd. In 1844 werd de kerk vergroot, waarbij zijkoren werden aangebouwd. Van 1910-1913 werd de kerk gerestaureerd en aan de westzijde met een travee vergroot. De classicistische ramen werden vervangen door neogotische.

## Gebouw
Het betreft een driebeukige kruiskerk in de vorm van een pseudobasiliek. Met name de vroeggotische achtkante vieringtoren en het laatgotisch hoofdkoor zijn gebouwd in zandsteen. Het overige kerkgebouw is in baksteen.

## Interieur
Het interieur is overkluisd door kruisribgewelven. Tot de schilderijen behoren Maria en de Heilige Dominicus van 1759; Madonna door Nicolas de Liemaeckere (omstreeks 1600); De bekering van Sint-Paulus door Matheus Neckens (omstreeks 1700) en Jezus aan het Kruis door Lucas d'Heere (1565).
De koorlambrisering is classicistisch, de communiebank is van 1655, het barokaltaar in de zuidelijke transeptarm is van 1759 en de lambrisering in de transeptarmen is van 1651.